# Menoken (Dakota del Norte)
Menoken es un lugar designado por el censo ubicado en el condado de Burleigh en el estado estadounidense de Dakota del Norte. En el censo de 2010 tenía una población de 70 habitantes y una densidad poblacional de 12,08 personas por km².

## Geografía
Menoken se encuentra ubicado en las coordenadas 46°48′52″N 100°31′50″O / 46.81444, -100.53056. Según la Oficina del Censo de los Estados Unidos, Menoken tiene una superficie total de 5.79 km², de la cual 5.64 km² corresponden a tierra firme y (2.73%) 0.16 km² es agua.

## Demografía
Según el censo de 2010, había 70 personas residiendo en Menoken. La densidad de población era de 12,08 hab./km². De los 70 habitantes, Menoken estaba compuesto por el 100% blancos, el 0% eran afroamericanos, el 0% eran amerindios, el 0% eran asiáticos, el 0% eran isleños del Pacífico, el 0% eran de otras razas y el 0% pertenecían a dos o más razas. Del total de la población el 4.29% eran hispanos o latinos de cualquier raza.